# Guido Marzulli
Guido Marzulli (Bari, 8 luglio 1943) è un pittore italiano.

## Biografia
È figlio d'arte. Il padre Michele Marzulli (che fu anche poeta) e la madre Rosa Tosches furono entrambi valenti pittori.
Iniziò la sua attività artistica a Bari dove, fin da adolescente, partecipò a riunioni e dibattiti con i più importanti artisti locali, abituali frequentatori del cenacolo letterario ed artistico che negli anni sessanta sorse nella casa paterna e che fu  per lui iniziale fonte d’ispirazioni e fucina d’insegnamenti.
In gioventù ebbe anche esperienze musicali Jazz (New Orleans-Dixieland) e tra la fine degli anni cinquanta e negli anni sessanta fece parte della Southern Jazz Gang, partecipando (banjo) a diversi concerti e Jam Sessions. 
A Bari terminò anche gli studi universitari e si laureò in Economia.
Impostò inizialmente il proprio discorso lungo il solco tracciato dalla tradizione naturalista meridionale/napoletana, poi rivisitata attraverso l'esperienza impressionista ed interpretata con solidità d'impianto novecentista.
Ebbe primi contatti a Napoli con i pittori pugliesi (d'adozione napoletana) Francesco Galante e Vincenzo Ciardo ed ebbe frequenti rapporti artistici anche con Francesco Speranza e Roberto De Robertis.
Nel 1970 si trasferì a Roma, dove continuò ad avere contatti con il pittore Roberto De Robertis, studiò i grandi artisti del passato ed approfondì le sue ricerche sia in campo paesaggistico che nel ritratto. Nello stesso periodo viaggiò in Europa ampliando le sue conoscenze sugli artisti dell'antichità e sui maestri europei della fine del 1800 e dell'inizio del 1900. 
Nella seconda metà degli anni 1970, in una lettera del 1977 al pittore De Robertis, esprimendo posizioni parzialmente in linea con quello che diventerà nel 1980 il movimento della Transavanguardia italiana, rifiuta decisamente l'esperienza informale e si schiera contro l'attenzione di quegli anni verso l'arte concettuale ed altre forme artistiche volte a sostituire pittura e scultura.
Si dedica ad una pittura figurativa realista di chiara lettura, nella quale l'uomo rappresenta l'elemento centrale intorno al quale ruotano le cose e gli eventi. «La sua dimensione, a volte iperfigurativa, si distingue dalla prospettiva iperrealista americana (Iperrealismo) per essere capace di andare al di là di una restituzione fedele ma fredda delle cose».
Fondamentali nella sua pittura sono ritenute la volontà di cogliere dell'ambiente qualcosa di più importante di un semplice sfondo contestuale e la capacità di analisi della figura, che si colloca appunto in questo ambiente come protagonista di uno spaccato di vita contemporanea.
Pur partecipando raramente ad eventi pubblici coglie attestati e riconoscimenti (tra l'altro Medaglia d'oro alle Esposizioni Nazionali di Roma “G. Tortelli” del 1979 e del 1980).
Nel 1991 si stabilisce a Milano, dove è stato anche dirigente di primaria multinazionale petrolifera e, pur restando fedele al mantenimento della sua scelta figurativa e dell'uso pieno del colore, la sua tavolozza si alleggerisce alquanto «grazie a una materia cromatica limpida e delicata nei passaggi tonali e nelle velature».
Esponente della figurazione moderna e di un realismo non solo ideologico ma effettuale, anche se soggettivamente interpretato, Guido Marzulli si considera lontano dalle correnti informali ed astratte. Egli parte dalla convinzione che il racconto pittorico non deve avere bisogno d'intermediari che ne spieghino i significati ma, al contrario, deve essere libero, leggibile e godibile dalla gente comune, che deve potersi riconoscere in esso, provare emozioni dirette e senza difficoltà scoprire affinità elettive od anche memorie di vita propria.
Nel suo percorso artistico non ricerca simbologie o significati nascosti e mantiene un sottile equilibrio tra quotidiana contemporaneità e senso del tempo trascorso, traendo ispirazione dai ricordi e dalla realtà sociale, che interpreta adattando il mero aspetto visivo al proprio sentimento ed al proprio senso estetico di armonia compositiva. Le sue tematiche sono spesso ispirate a scene di vita quotidiana e d'intimità domestica, animati angoli urbani, mercati di quartiere, interni, figure e ritratti interpretati con equilibrio cromatico ed intimistico realismo.

## Musei
Le sue opere sono nelle collezioni di proprietà di Musei pubblici italiani. Si citano quelli di Bari (Pinacoteca metropolitana di Bari), di Latina (Galleria Civica d'Arte Moderna e Contemporanea di Latina), di Foggia (Musei di Foggia - Museo Civico e Civica Pinacoteca il "9cento") e di Matera (Museo Nazionale di Matera).
Nell'Archivio bioiconografico della Soprintendenza alla Galleria nazionale d'arte moderna e contemporanea di Roma è custodita documentazione sull'artista ed una raccolta fotografica di molti suoi dipinti,

## Note

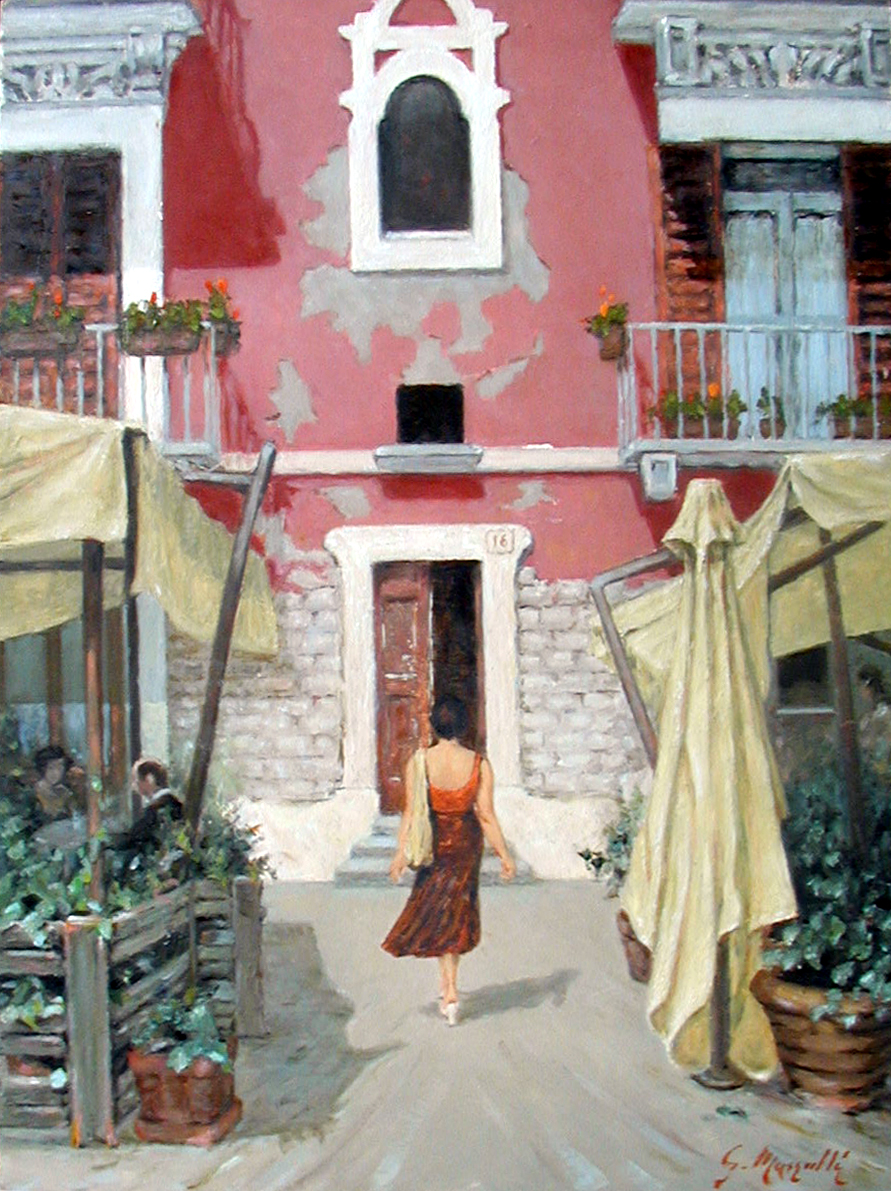
Guido Marzulli - Appuntamento al n.16 di Piazza Mercantile - (Proprietà Pinacoteca di BARI Città Metropolitana)